# Henri Dulac
Henri Dulac (Fayence, 3 ottobre 1870 – Fayence, 2 settembre 1955) è stato un matematico e docente francese.

## Biografia
Nato a Fayence, in Francia , Dulac si laureò all'École Polytechnique (Parigi, classe 1892) e ottenne un dottorato in Matematica. Iniziò a insegnare in un corso di analisi matematica all'Università, a Grenoble, Algeri (oggi Algeria) e Poitiers (Francia). Titolare di una cattedra di matematica pura presso l'Università delle Scienze di Lione (Francia) nel 1911, il suo insegnamento fu sospeso durante la prima guerra mondiale (1914-1918) e dovette prestare servizio come ufficiale nell'esercito francese. Dopo la guerra divenne titolare del cattedra di calcolo differenziale e integrale e insegnò anche all'École Centrale Lyon. È diventato esaminatore all'École Polytechnique (Parigi) e presidente della giuria di ammissione. Insignito della Legion d'Onore, l'ordine francese istituito da Napoleone e membro associato dell'Accademia francese delle Scienze, pubblicò parte delle opere di Eulero e contribuì alle ricerche attraverso numerose pubblicazioni in Francia e all'estero. Dal matematico prende il nome il Teorema di Bendixson-Dulac.
Padre di 3 figli, Anie (1901 – 1935), laureata in matematica, Jean (1903 – 2005), laureato all'École Polytechnique nel 1921 e Robert (1904 – 1996), laureato al Polytechnique nel 1922; morì a Fayence, in Francia, nel 1955.

## Opere
Tra le sue pubblicazioni:
- Recherches sur les points singuliers des équations différentielles (Journal of École Polytechnique, 1904).
- Intégrales d'une équation différentielle (Università Annales di Grenoble, 1905).
- Sur les Points dicritiques (Giornale di matematica, 1906).
- Sur les séries de Mac-Laurin à plusieurs variable (Acta Mathematica, 1906).
- Détermination et intégration d'une classe d'équations différentielles (Bollettino delle scienze matematiche).
- Intégrales passant par un point singulier (Rendeconti del Circolo, 1911).
- Sur les points singuliers (Annales, Tolosa, 1912).
- Solutions d'un système d'équations différentielles (Bollettino della società matematica, 1913).
- Sui cicli limite (Bollettino della società matematica, 1923).
- Punti singolari delle equazioni differenziali (Mémorial des sciences mathématiques, 1932).

Le sue ricerche sono ancora menzionate o contestate da studenti di dottorato e professori universitari internazionali, anche cento anni dopo la loro pubblicazione. Ad esempio:
- The Center Variety of Polynomial Differential Systems – Abdu Salam Jarrah, Faculté des sciences mathématiques, Université du Nouveau Mexique, USA (2001).
- Campi vettoriali polinomiali completi su C2 – Julio Rebelo, Institute for Mathematical Sciences, SUNY, New York, USA (ottobre 2002).
- Aumento di dimensione e suddivisione per forme normali di Poincaré-Dulac – Giuseppe Gaeta, Faculté de Mathématique de l'Université de Milan e Sebastian Walcher, chaire de Mathématique, Aix La Chapelle, Journal of Non linear Mathematical Physices (2005).[2]